# Гоголя
Гоголя (крим. Ğoğol) — мікрорайон на південь від центра міста Севастополя, у Ленінському районі.

## Опис
Основні напрямки — вулиця Гоголя, Вулиця Академіка Крилова, 4-а Бастіонна вулиця.